# Karl Sesta
Karl Sesta (originàriament Karl Szestak) (18 de març 1906 - 12 de juliol 1974) fou un futbolista austríac de la dècada de 1930.
Jugà a diversos clubs, destacant, pel que fa al nombre de temporades viscudes al club, a Wiener AC i FK Austria Wien.
A nivell de seleccions debutà amb Àustria el mes de maig de 1932 enfront Txecoslovàquia. Dos anys més tard, el 1934, disputà la Copa del Món. En total disputà 44 partits i marcà 1 gol amb Àustria. També jugà tres partits amb la selecció alemanya, després de l'annexió austríaca pels alemanys.

## Palmarès
- Copa Mitropa (1):
  - 1936
- Copa austríaca de futbol (3):
  - 1931, 1935, 1936